# Pablo Becker
Pablo Ignacio Becker (Los Quirquinchos, 29 aprile 1992) è un ex calciatore argentino, di ruolo attaccante.

## Caratteristiche tecniche
È una mezza punta che può giocare anche largo a sinistra.

## Carriera
Cresciuto nelle giovanili del Rosario Central, debutta come professionista il 4 dicembre 2010, subentrando al 64' a Jonathan Gómez nel corso della sfida persa per 1-0 contro il Gimnasia (J).

## Palmarès

### Club

#### Competizioni nazionali
- Primera B Nacional: 1

Rosario Central: 2012-2013
- Copa Argentina: 1

Rosario Central: 2017-2018